# Jade Cocoon 2
Jade Cocoon 2 is een videospel dat werd ontwikkeld door Genki en uitgegeven door Ubisoft. Het spel kwam in 2001 uit voor het platform Sony PlayStation 2. Het spel is een RPG. Het spel is het vervolg op Jade Cocoon: Story of the Tamamayu en speelt zich vele jaren later af dan het eerste deel. De speler speelt een jonge Cocoon master (krijger) genaamd Kahu en moet het land verdedigen tegen de kwaardaardige Kalma.  In zijn ontdekkingstocht krijgt hij te maken met zonderlinge bewoners, zoals elfen, nomaden en andere Cocoon masters. Hij moet uiteenlopende taken die zij hem opleggen tot een goed einde brengen. Het spel speelt hetzelfde als het eerste deel. Men moet monsters kweken en monsters verslaan. Door monsters te kruisen kan men een sterk genoeg leger bemachtigen om het spel tot een goed einde te brengen. Het spel is beurtgebaseerd en het perspectief is in de derde persoon.

## Ontvangst
| Beoordeeld door        | Jaar | Score |
| ---------------------- | ---- | ----- |
| Game Informer Magazine | 2002 | 82%   |
| GameSpot               | 2002 | 81%   |
| Jeuxvideo.com          | 2002 | 80%   |
| IGN                    | 2001 | 79%   |
| Gamesmania             | 2002 | 78%   |
| PSX Extreme            | 2002 | 77%   |
| 4Players.de            | 2002 | 76%   |
| Game Informer Magazine | 2002 | 60%   |